# 洪关苗族乡
洪关苗族乡是中华人民共和国贵州省遵义市播州区下辖的一个民族乡。

## 行政区划
洪关苗族乡下辖以下村级行政区划单位：
小坝场村、洪关村和联心村。